# Juan Francisco Pimentel, conde de Benavente
Juan Francisco Pimentel, conde de Benavente es un retrato al óleo atribuido a Velázquez conservado en el Museo del Prado desde la creación de la pinacoteca en 1819. La autoría velazqueña ha sido descartada, entre otros, por José López-Rey y Jonathan Brown. Según el estudio técnico realizado en el Museo del Prado, la técnica empleada correspondería más a la utilizada en el taller velazqueño a comienzos de la década de 1630 y no en una fecha tan avanzada como 1648, año a partir del cual podría haber sido pintado atendiendo al emblema del toisón de oro que luce el retratado, quien lo recibió en ese año.

## Descripción del cuadro
El cuadro representa al décimo conde de Benavente (también séptimo duque de Benavente), Juan Francisco Pimentel, con armadura damasquinada en oro sobre la que destaca una banda carmesí que le cruza el pecho y que le identifica como general y luciendo el Toisón de Oro. Girado a la derecha vuelve su vista hacia el espectador mientras su mano derecha, cubierta con guantelete, reposa sobre el casco situado en una mesa en la que también figura el bastón de mano. La mano izquierda se apoya en el pomo de la espada.